# Arizona Wildcats
Arizona Wildcats – nazwa drużyn sportowych University of Arizona w Tucson, biorących udział w akademickich rozgrywkach w Big 12 Conference, organizowanych przez National Collegiate Athletic Association. 

## Sekcje sportowe uczelni

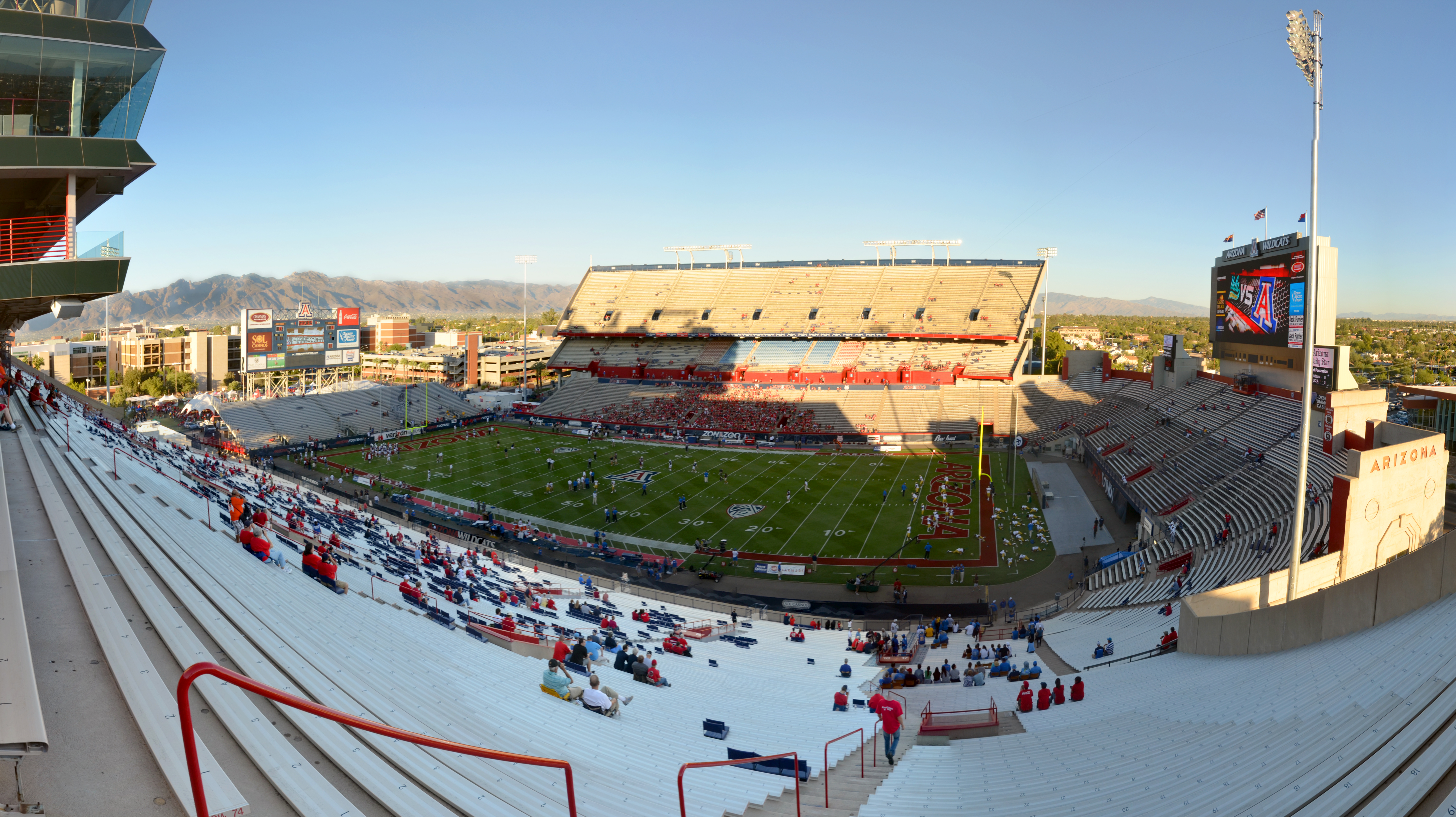
Arizona Stadium.

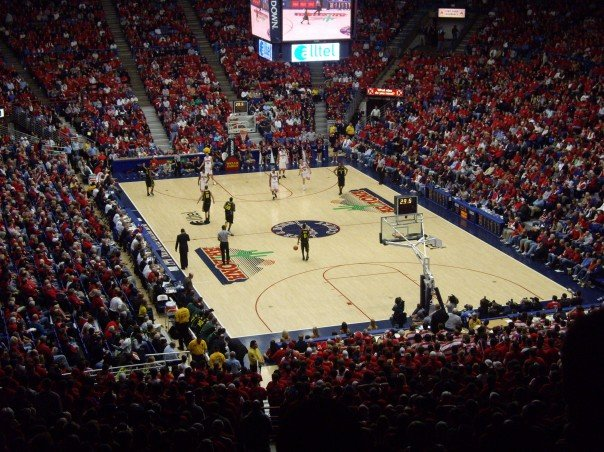
McKale Center.

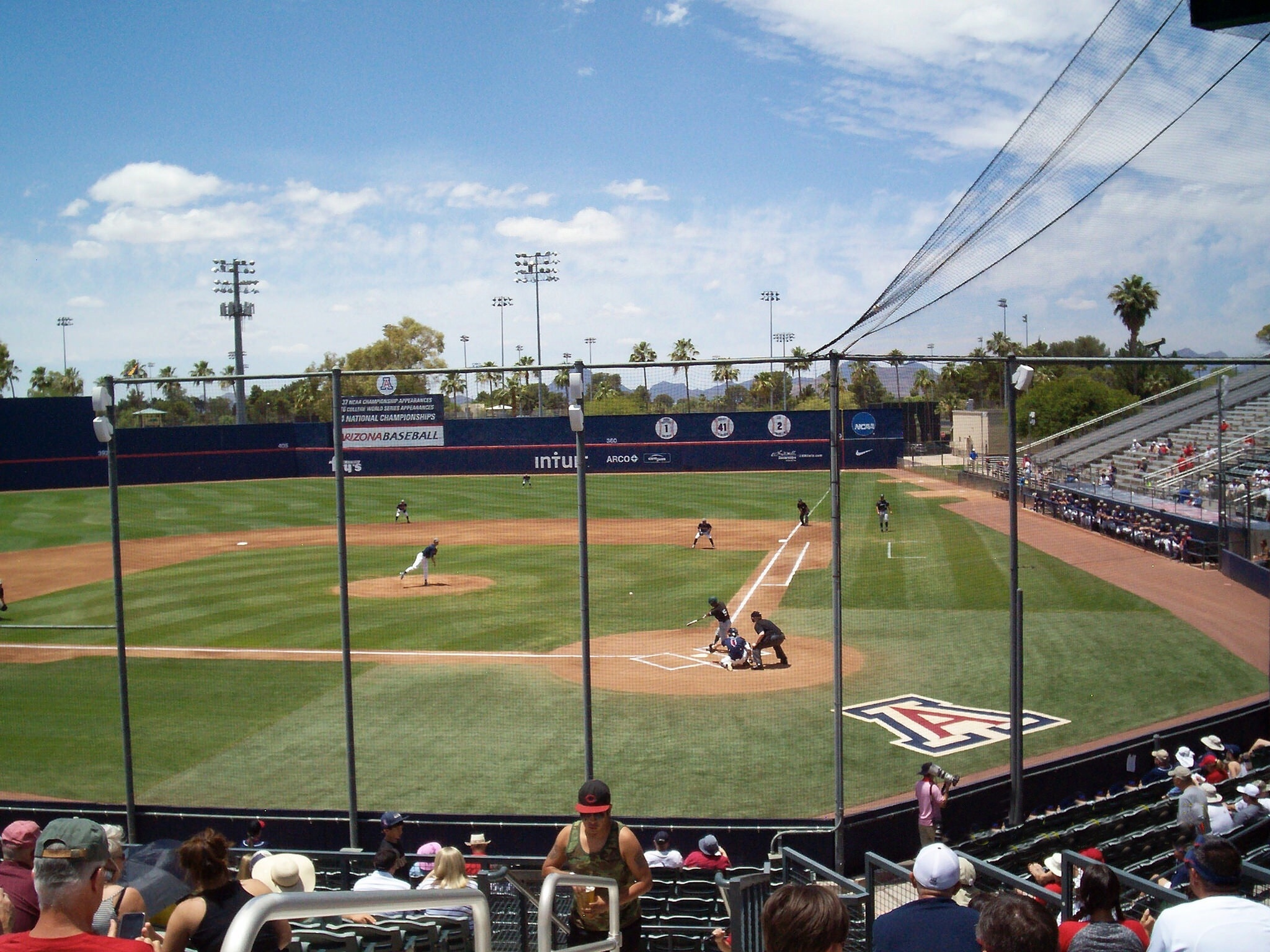
Hi Corbett Field.

| Mężczyźni - baseball (4): 1976, 1980, 1986, 2012 - bieg przełajowy - futbol amerykański - golf (1): 1992 - koszykówka (1): 1997 - lekkoatletyka - pływanie (1): 2008 - tenis | Kobiety - bieg przełajowy - gimnastyka artystyczna - golf (2): 1996, 2000 - koszykówka - lekkoatletyka - piłka nożna - siatkówka - siatkówka plażowa - pływanie (1): 2008 - softball (8): 1991, 1993, 1994, 1996, 1997, 2001, 2006, 2007 - tenis |

W nawiasie podano liczbę tytułów mistrzowskich NCAA (stan na 1 lipca 2015)

## Obiekty sportowe
- Arizona Stadium – stadion futbolowy o pojemności 56 000 miejsc[3]
- McKale Center – hala sportowa o pojemności 14 655 miejsc, w której odbywają się mecze koszykówki, siatkówki i zawody gimnastyczne[4]
- Murphey Field at Mulcahy Soccer Stadium – stadion piłkarski[5]
- Drachman Stadium – stadion lekkoatletyczny o pojemności 5000 miejsc[6]
- Hi Corbett Field – stadion baseballowy o pojemności 9549 miejsc[7]
- Arizona Sand Volleyball Courts – boisko do siatkówki plażowej[8]
- Hillenbrand Aquatic Center – odkryty basen z trybuną o pojemności 1000 miejsc[9]
- Hillenbrand Memorial Stadium – stadion softballowy o pojemności 2956 miejsc[10]
- LaNelle Robson Tennis Center – korty tenisowe[11]
- Mary Roby Gymnastics Training Center – hala sportowa, w której odbywają się zawody gimnastyczne[12]